# Liste der Wappen in der Provinz Avellino
Die Liste der Wappen in der Provinz Avellino beinhaltet alle in der Wikipedia gelisteten Wappen der Orte in der Provinz Avellino in der Region Kampanien in Italien. In dieser Liste werden die Wappen mit dem Gemeindelink angezeigt. 

## Wappen der Provinz Avellino

Avellino
Lage der Provinz Avellino in Italien

## Wappen der Gemeinden der Provinz Avellino

Aiello del Sabato
Altavilla Irpina
Andretta
Aquilonia
Ariano Irpino
Atripalda
Avella
Avellino
Bagnoli Irpino
Baiano
Bisaccia
Bonito
Cairano
Calabritto
Calitri
Candida
Caposele
Capriglia Irpina
Carife
Casalbore
Cassano Irpino
Castel Baronia
Castelfranci
Castelvetere sul Calore
Cervinara
Cesinali
Chianche
Chiusano di San Domenico
Contrada
Conza della Campania
Domicella
Flumeri
Fontanarosa
Forino
Frigento
Gesualdo
Greci
Grottaminarda
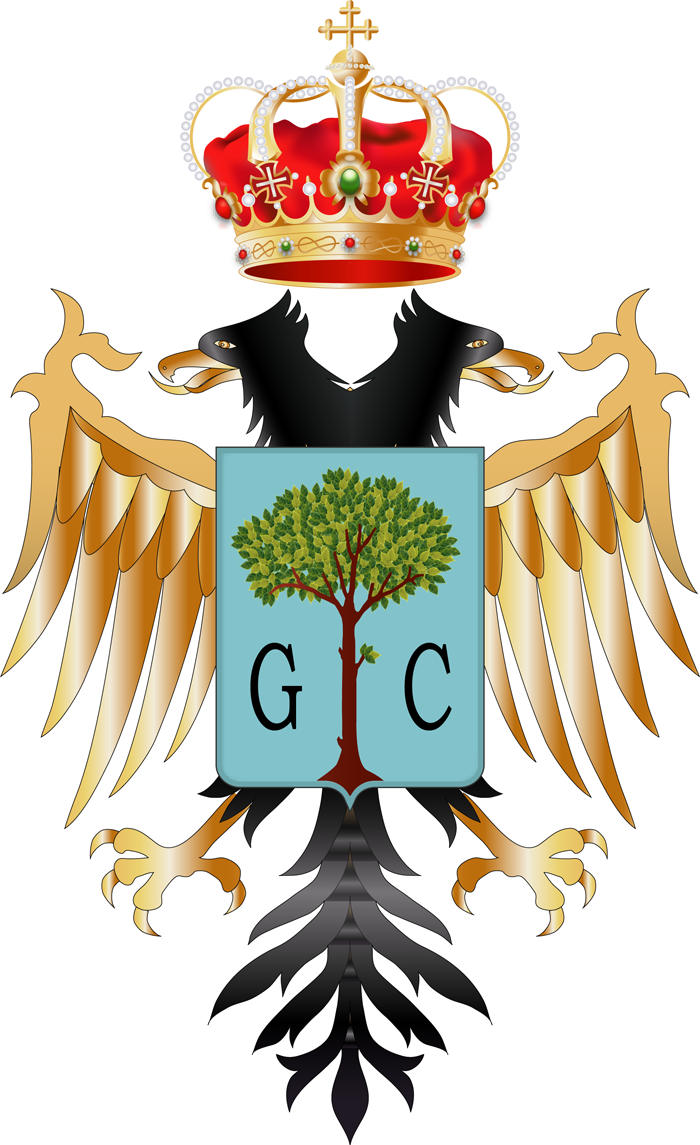
Grottolella
Guardia Lombardi
Lacedonia
Lapio
Lauro
Lioni
Luogosano
Manocalzati
Marzano di Nola
Melito Irpino
Mercogliano
Mirabella Eclano
Montaguto
Montecalvo Irpino
Montefalcione
Monteforte Irpino
Montefredane
Montefusco
Montella
Montemarano
Montemiletto
Monteverde
Montoro
Morra De Sanctis
Moschiano
Mugnano del Cardinale
Nusco
Ospedaletto d’Alpinolo
Pago del Vallo di Lauro
Parolise
Paternopoli
Petruro Irpino
Pietradefusi
Pietrastornina
Prata di Principato Ultra
Pratola Serra
Quadrelle
Quindici
Rocca San Felice
Roccabascerana
Rotondi
Salza Irpina
San Mango sul Calore
San Martino Valle Caudina
San Michele di Serino
San Nicola Baronia
San Potito Ultra
San Sossio Baronia
Sant’Andrea di Conza
Sant’Angelo a Scala
Sant’Angelo all’Esca
Sant’Angelo dei Lombardi
Santa Lucia di Serino
Santa Paolina
Santo Stefano del Sole
Savignano Irpino
Scampitella
Senerchia
Serino
Sirignano
Solofra
Sorbo Serpico
Sperone
Sturno
Summonte
Taurano
Taurasi
Teora
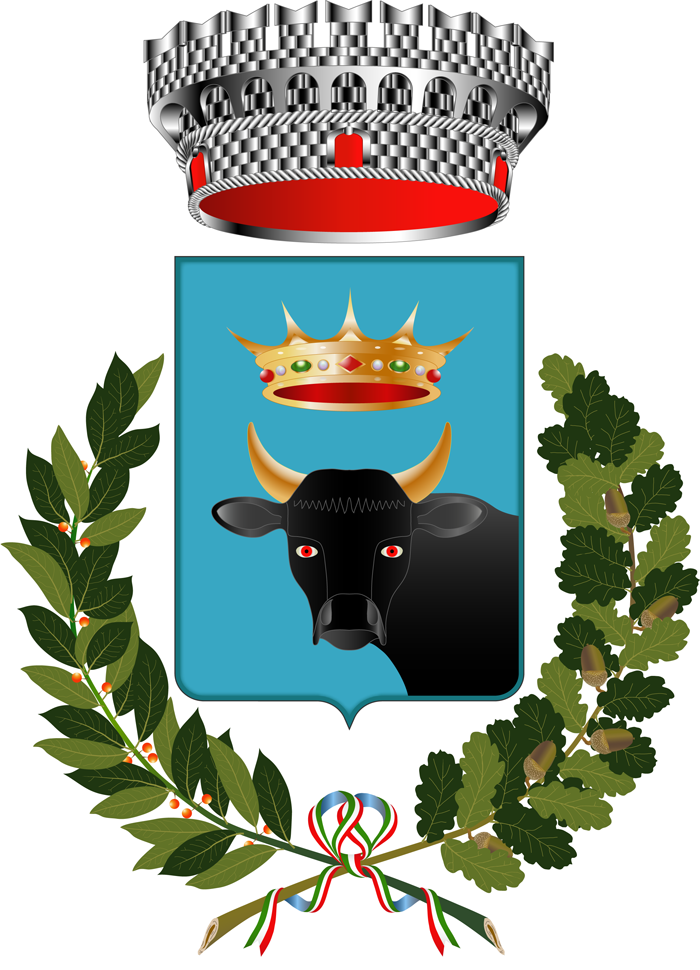
Torella dei Lombardi
Torre Le Nocelle
Torrioni
Trevico
Tufo
Vallata
Vallesaccarda
Venticano
Villamaina
Villanova del Battista
Volturara Irpina
Zungoli